# Čilá
Čilá (německy Tschila) je obec v okrese Rokycany v Plzeňském kraji. Leží ve svahu nad pravým břehem řeky Berounky před ústím Zbirožského potoka, zhruba dvanáct kilometrů severně od Zbiroha a šestnáct kilometrů jižně od Rakovníka.
Žije zde 18 obyvatel, čímž se Čilá, podobně jako sousední Hradiště, řadí mezi nejmenší obce v Česku co do počtu obyvatel.

## Historie
První písemná zmínka o obci pochází z roku 1379. Toho roku měl Čilou v držení vladyka Mikšík ze Šlovic. Před husitskými válkami připadla obec se svými platy zvíkovskému kostelu. Za vlády krále Ferdinanda I. byla Čilá roku 1541 prodána J. Hrobčickému z Hrobčic. Jejím majitelem byl i Jan ml. z Lobkovic na Zbiroze v roce 1550. Tehdy v obci žili jen tři sedláci a jeden chalupník. Za třicetileté války ale zpustla a až roku 1715 se do obce dostavila vizitační komise, aby zjistila dřívější obyvatele. Posledním feudálním majitelem byl Karel Egon II. Fürstenberg. Tehdy v Čilé žilo 133 obyvatel a stálo zde 19 domů.

## Obyvatelstvo
| Rok            | 1869 | 1880 | 1890 | 1900 | 1910 | 1921 | 1930 | 1950 | 1961 | 1970 | 1980 | 1991 | 2001 | 2011 | 2021 |
| -------------- | ---- | ---- | ---- | ---- | ---- | ---- | ---- | ---- | ---- | ---- | ---- | ---- | ---- | ---- | ---- |
| Počet obyvatel | 133  | 127  | 138  | 136  | 139  | 102  | 108  | 52   | 47   | 37   | 35   | 24   | 24   | 19   | 23   |
| Počet domů     | 28   | 29   | 30   | 30   | 31   | 32   | 34   | 32   | 32   | 26   | 28   | 33   | 35   | 24   | 23   |

## Obecní správa
Mezi lety 1869–1930 Čilá byla osadou obce Hradiště v okrese Hořovice (1869–1890) a později v okrese Rokycany. Samostatnou správní obcí byla Čilá od druhé poloviny devatenáctého století. V letech 1961–1990 patřila jako část obce k Podmoklům a od 24. listopadu 1990 je opět samostatnou obcí.

## Pamětihodnosti
- Usedlost ev. č. 98[6]
- Jižně od vesnice se na vrchu Čihátko (již v katastrálním území Podmokly nad Berounkou) nad Podmokelským mlýnem nachází pozůstatky hradiště Čilá z pozdní doby bronzové a doby halštatské.[7]